# Enguerrand
Enguerrand foi um ciclista francês que participava em competições de ciclismo de pista. Competiu representando França nos Jogos Olímpicos de Verão de 1920 em Antuérpia, onde terminou em quinto na perseguição por equipes de 4 km.